# 川島信也
川島 信也（かわしま のぶや、1936年（昭和11年）3月24日 - 2023年（令和5年）11月15日）は、日本の政治家。長浜市長を通算3期12年務めた。

## 経歴
高島郡（現・高島市）生まれで長浜市在住 。1959年に東京大学法学部卒業後、日本国有鉄道に入庁。米子鉄道管理局総務部人事課長、大阪鉄道管理局営業部旅客課長、ニューヨーク事務所次長、九州地方資材部長、本社経営計画室主幹を歴任し、1980年に退職。1983年の第37回衆議院議員総選挙（自由民主党公認）、1986年の第38回衆議院議員総選挙（自由民主党公認）、1990年の第39回衆議院議員総選挙（無所属）に続けて出馬するが落選した。
1991年11月12日に長浜市長に就任し1995年11月11日まで在任。1999年に再任。2003年に前市長から引き継いだ、長浜バイオ大学の設立を実現させた。2000年の衆院選後は滋賀2区からの出馬も噂された。2003年の市長選では宮腰健に破れて落選した。同年の衆院選に出馬した次男の川島隆二を支援したが落選した（後に滋賀県議）。
2006年に浅井町・びわ町との合併で新長浜市が誕生し、同年の選挙で再び市長に当選、新長浜市初代市長に就任した。翌年には、息子の隆二も県議会選で当選した。「市民が主役のまちづくり」を基本姿勢とし、「行政のスリム化」、「暮らしの安全・安心の実現」による「生涯現役健康都市」などを公約としている。長浜市と虎姫・湖北・高月・木之本・余呉・西浅井町との法定合併協議会の会長を務め、湖北7市町合併を実現させた。
湖北7市町が合併した2010年の市長選に再選を目指したが、前年の衆院選の滋賀2区で落選していた藤井勇治に敗れた。
2023年11月15日6時55分、肺塞栓症のため死去。87歳没。死没日付をもって従五位に叙され、旭日小綬章を追贈された。